# Mosteiro de Bodbe

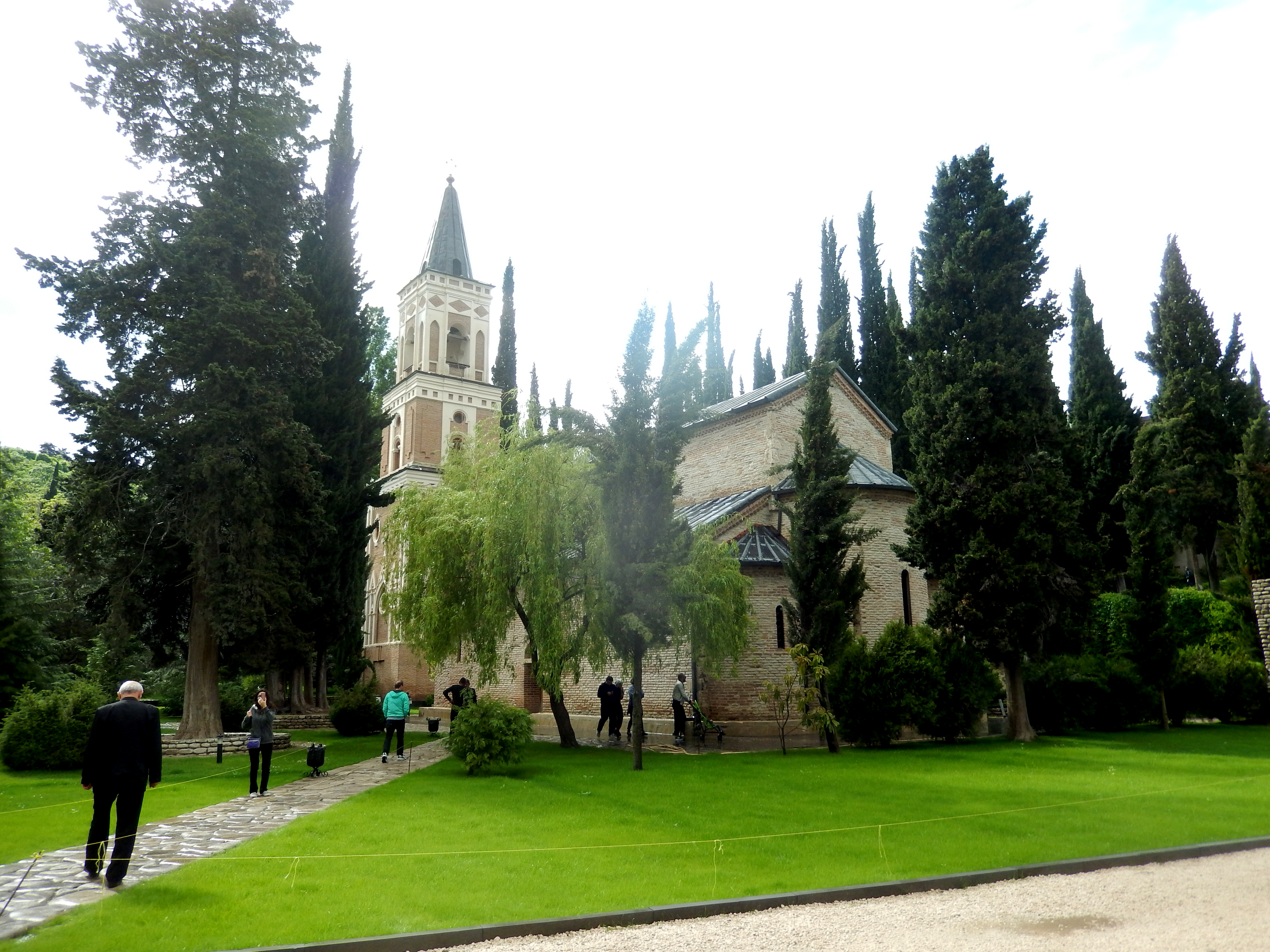
Mosteiro de Santa Nino

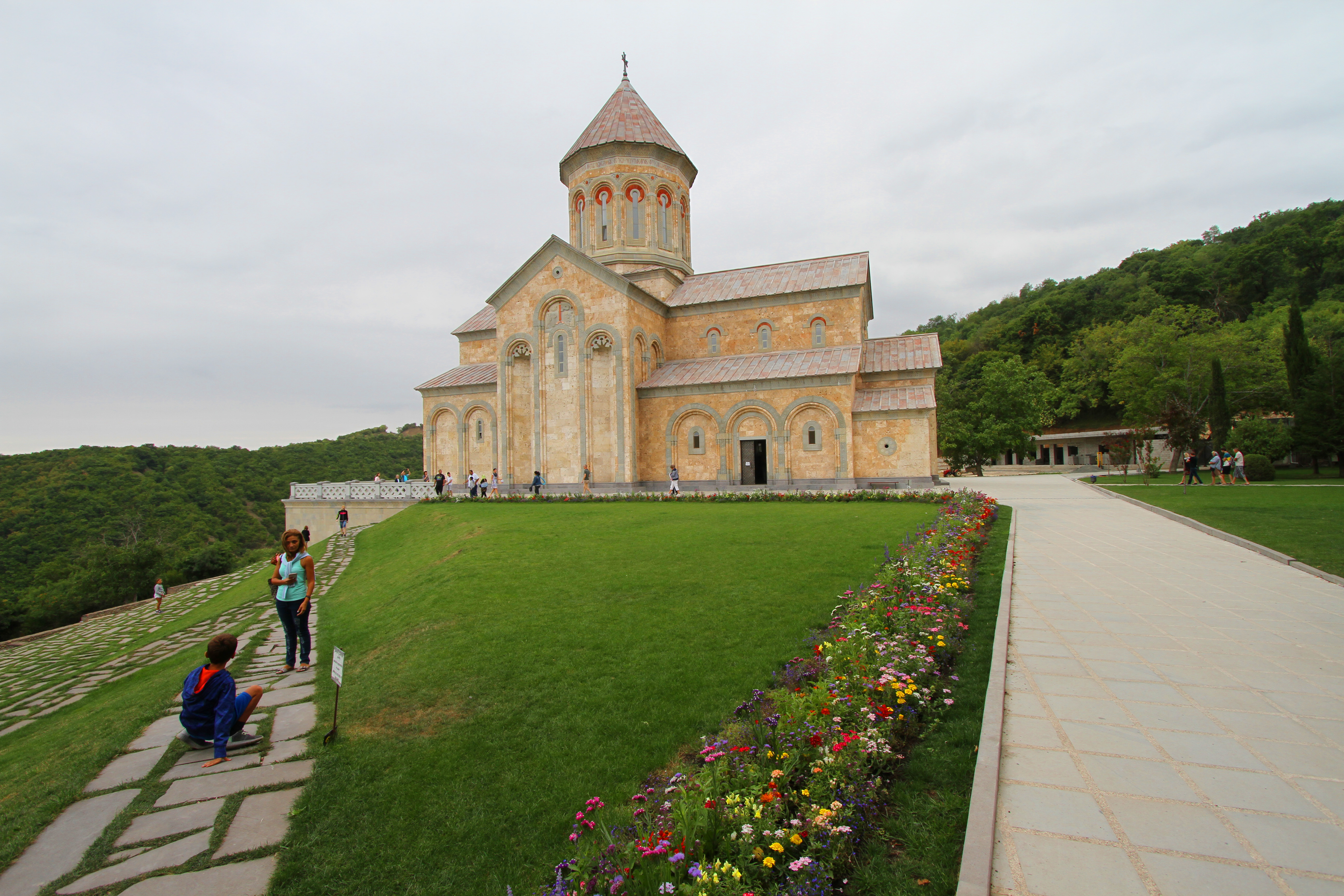
Nova igreja

O mosteiro de Santa Nino em Bodbe ( em georgiano:  ბოდბის წმინდა ნინოს მონასტერი) é um complexo ortodoxo georgiano e sede dos bispos de Bodbe, está localizado 2 km da cidade de Siguenagui, na região da Caquécia, na Geórgia. Originalmente construído no século IX, foi significativamente remodelado, especialmente no século XVII. O mosteiro funciona agora como um convento e é um dos principais locais de peregrinação na Geórgia, devido à sua associação com Nino da Geórgia, cujas relíquias estão no mosteiro.

## Paisagem e arquitetura
O mosteiro de Bodbe está localizado entre ciprestes altos em uma encosta íngreme do vale Alazani, onde tem vista para as vistas das grandes montanhas do Cáucaso. A igreja existente, uma basílica de três naves com três absides, foi originalmente construída entre os séculos IX e XI, mas foi modificada significativamente desde então. Tanto as paredes externas quanto as internas foram rebocadas e carregam os traços de restauração realizados nos séculos XVII e XIX. Entre 1862 e 1885, uma torre sineira independente de três andares foi erguida. Parte da muralha do século XVII em torno da basílica foi demolida e o original foi restaurado em 2003.

## História

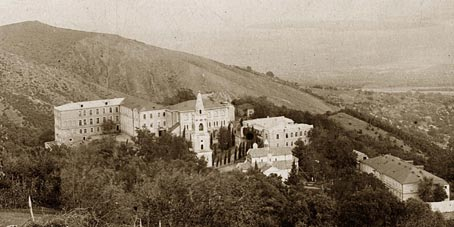
Mosteiro de Bodbe em 1905

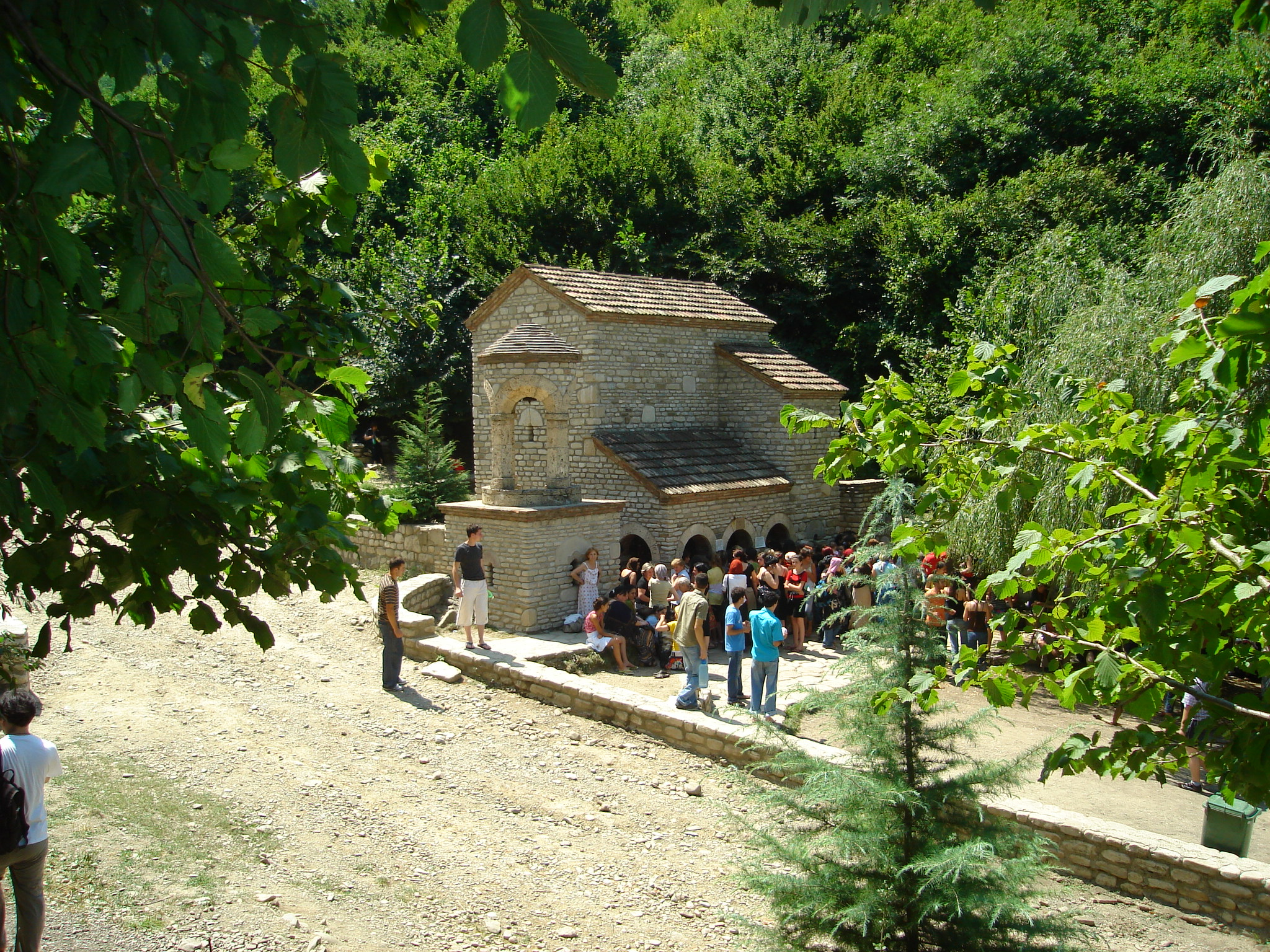
Peregrinos na primavera de Santa Nino

Segundo a tradição georgiana, Santa Nino, após a conversão dos georgianos à fé cristã, retirou-se para Bodbe na Caquécia, onde morreu c. 338-340. A pedido do rei Meribanes III (r. 284–361), um pequeno mosteiro foi construiu onde ela foi enterrada. Saqueado pelas tropas do Xá Abas I em 1615, o mosteiro foi restaurado pelo rei Temuraz I de Caquécia (r. 1605–1648).
Após a anexação da Geórgia ao Império Russo (1801), o mosteiro continuou a prosperar sob o Metropolita João Maqashvili e desfrutou do patrocínio do czar Alexandre I da Rússia. Em 1823, foi reparado e adornado com murais. Após a morte de João em 1837, o exarca da Igreja Ortodoxa Russa, ativo na Geórgia desde 1810, aboliu o convento e transformou-o em uma igreja paroquial. Nas décadas seguintes, o mosteiro estava em péssimo estado, mas na década de 1860, o arquimandrita Macarius (Batatashvili) começou a restaurar o mosteiro e estabeleceu uma escola de canto. A capela que abriga as relíquias de Santa Nino foi restaurada por Miguel Sabinin na década de 1880. Em 1889, Bodbe o mosteiro foi visitado pelo czar Alexandre III da Rússia, que decretou a abertura de um convento de freiras lá. O convento também operava uma escola onde a costura e a pintura eram ensinadas.
Em 1924, o governo soviético fechou o mosteiro e transformou-o em hospital. Em 1991, após a dissolução da União Soviética, o mosteiro de Bodbe foi retomado como um convento. O trabalho de restauração foi realizado entre 1990 e 2000 e retomado em 2003.